# Chiayi
Chiayi è una città a status provinciale di Taiwan, che si trova sulle prime pendici dello Yu Shan.

## Geografia antropica

### Suddivisioni amministrative
Chiayi ha due distretti (區 qu):
|                   |  |         | al 2009 | km² |
| ■ Distretto Est   |  | 128,282 |         |     |
| ■ Distretto Ovest |  | 145,786 |         |     |